# Павловка (Кемеровская область)
Па́вловка — посёлок в Ленинск-Кузнецком районе Кемеровской области. Входит в состав Подгорновского сельского поселения.

## География
Центральная часть населённого пункта расположена на высоте 189 метров над уровнем моря.

## Население
По данным Всероссийской переписи населения 2010 года, в посёлке Павловка проживает 79 человек (37 мужчин, 42 женщины).